# Ozonová díra

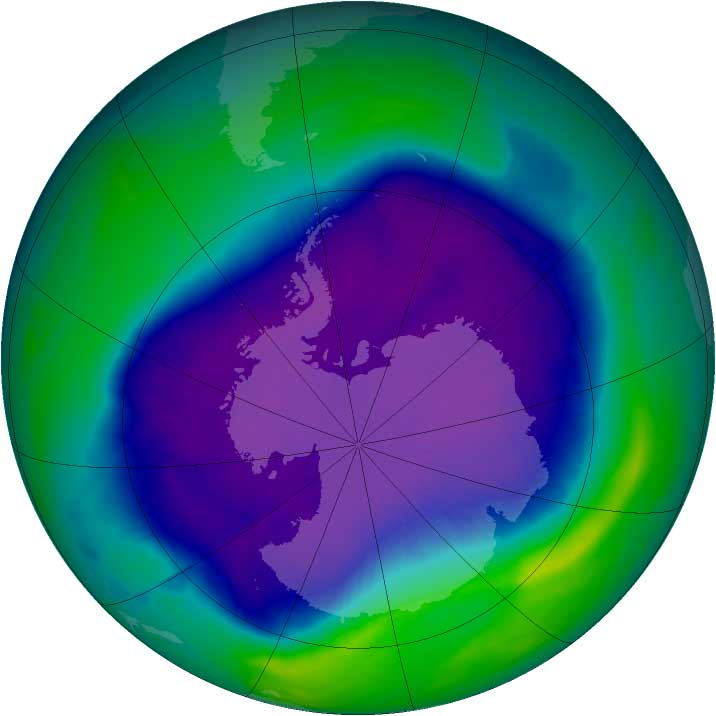
Modrofialová oblast označuje ozonovou díru nad Antarktidou k 24. září 2006. Oblast má rozlohu 27,3 mil. km² (srovnatelná s rozlohou Afriky)

Ozonová díra je označení pro oblast stratosféry s oslabenou vrstvou ozonu.

## Vznik ozonové díry
Od roku 1930 jsou vyráběny halogenované uhlovodíky (freony), které jsou použity v chladicích a hnacích médiích, v aerosolech, nadouvadlech, hasicích přístrojích a čisticích prostředcích. V roce 1974 byla poprvé vyslovena hypotéza, že freony, ač mnohdy několikrát těžší než vzduch, pronikají do stratosféry (10 až 50 km nad povrch Země), kde se z nich odštěpuje chlor, který se podílí na katalytickém rozkladu ozonu. Snižují tak obsah ozonu ve stratosféře. Ozonová vrstva absorbuje část ultrafialového záření (s vlnovou délkou 280–320 nm), které má nepříznivé účinky na život na Zemi.
Narušení ozonové vrstvy mohly také posílit výbuchy sopek a vědci zkoumají její rozšíření v případě jaderné války.
Ještě před hypotézou vlivu freonů se uvažoval vliv oxidů dusíku na ozónovou vrstvu. Ve 21. století se však oxid dusný stal hlavní příčinou rozšiřování ozonové díry.

## První pozorování ozonové díry

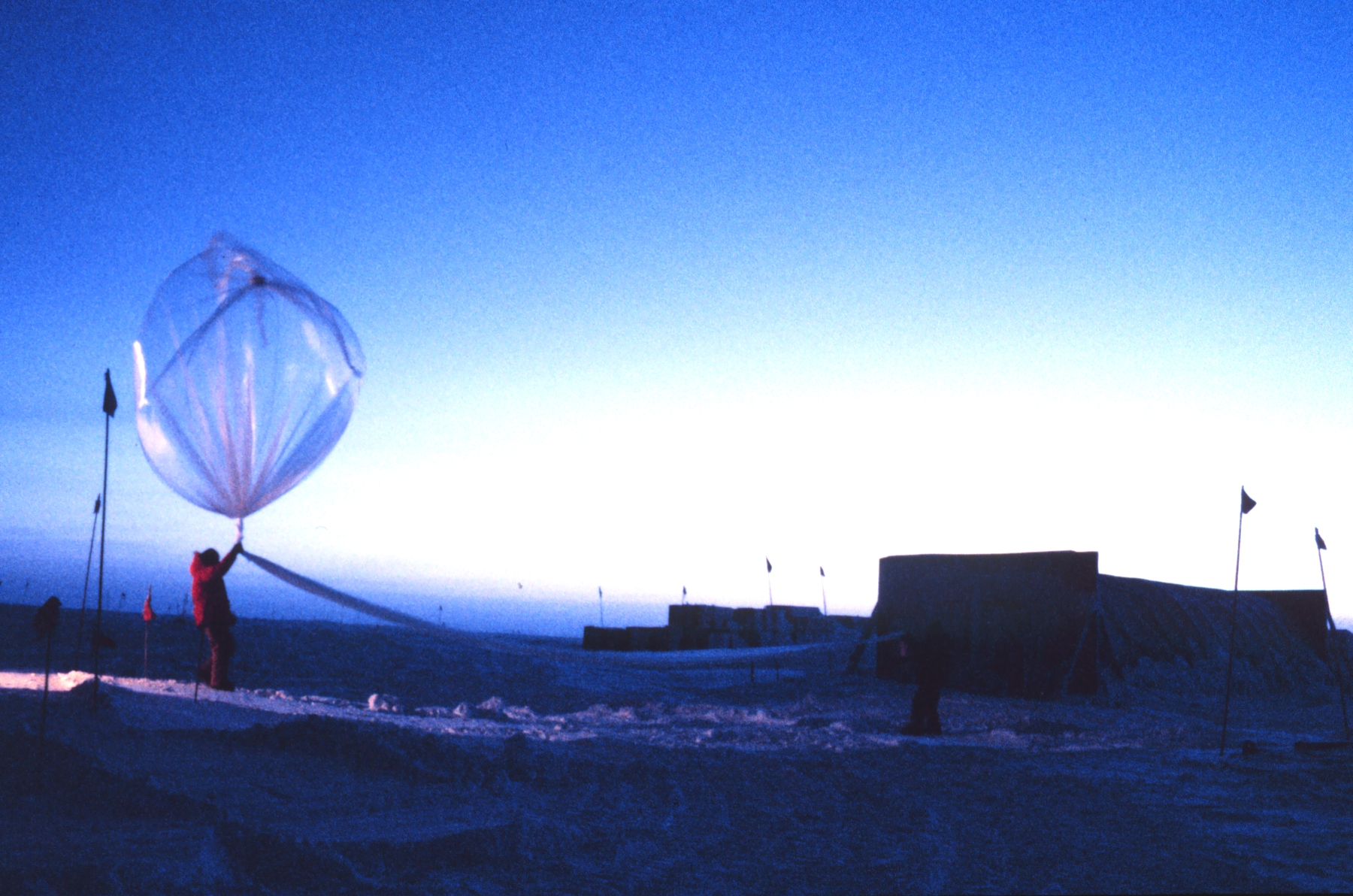
Vypouštění balónu se sondou k monitorování ozonové vrstvy

Roku 1958 bylo na stanici Dumont d’Urville pozorováno snížení ozonové vrstvy, ale patrně šlo o chybu měření.
Vlivu freonů si poprvé všimli Mario J. Molina a Sherwood Rowland. Roku 1974 publikovali o tom společnou práci.  Oba se v roce 1995 dočkali Nobelovy ceny za chemii.
Ozonová díra byla poprvé pozorována počátkem 80. let 20. století nad Antarktidou, což bylo doprovázeno rozšířením tohoto pojmu. V roce 1985 tam v září a říjnu poklesla koncentrace ozonu na polovinu dlouhodobého průměru. Později byl naměřen kolísavý úbytek stratosférického ozonu nad Jižní Amerikou a Austrálií a později také nad Arktidou na severní polokouli. Rekordní snížení bylo v letech 1992 až 1993 a dlouhodobě je sledováno nad nejobydlenějšími oblastmi světa o cca 0,5 % za rok.[zdroj?]

## Důsledky ozonové díry
Zeslabená vrstva ozonu představuje větší pravděpodobnost průniku ultrafialového záření typu B a C, které je karcinogenní. U lidí a zvířat může zvýšená intenzita ultrafialového záření způsobit poškození zraku (přestože se původní vliv na oslepování ovcí nepotvrdil), vyvolat rakovinu kůže a snížení imunity. U rostlin včetně mořského fytoplanktonu snížený růst a sníženou odolnost vůči škůdcům. 

## Řešení a legislativa
Zastavení výroby, dovozu, vývozu freonů (náhrada ve výrobě jinými látkami), sběr a recyklace freonů je dosud v oběhu.
V roce 1987 byl uzavřen Montrealský protokol – dohoda o snížení a ukončení výroby. Signatářské země nebudou obchodovat s freony se zeměmi, které nepodepsaly. Dále byl vytvořen fond na pomoc rozvojovým zemím. Zpřísňující dodatky k této dohodě byly přijaty v letech 1990, 1992, 1995 a 1997.
Největší emise byly roku 1988 a pak klesaly.
Původní freony (obchodní název firmy DuPont) s obsahem chloru (chlor-fluorované uhlovodíky) byly počátkem 90. let ve sprejích, hasicích přístrojích, ledničkách a klimatizacích nahrazeny náhražkami jako je HFC-134a (tetrafluoretan firmy DuPont).
Česká republika v roce 1995 schválila nový zákon, který nahradil nevyhovující z roku 1993.

## Současný stav

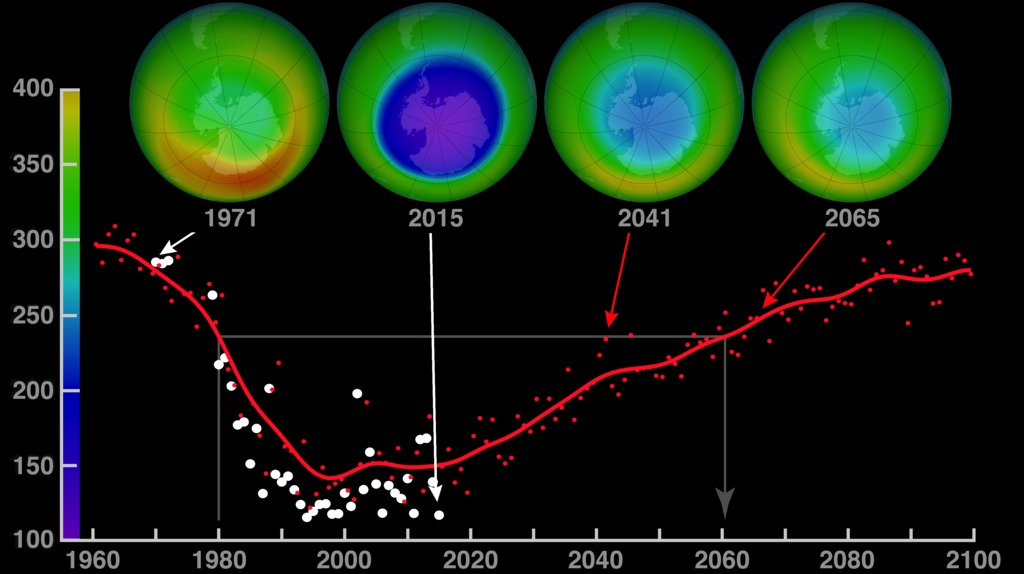
Stav a projekce budoucího vývoje podle NASA.

Průmyslové země ukončily výrobu freonů v roce 1996; Evropská unie již v roce 1994. Jako náhrady jsou používány propan-butan, amoniak, voda, kyselina citrónová.[zdroj?] Rozvojové země by měly ukončit produkci freonů do roku 2010. V letech 1986 až 1994 stoupla však jejich produkce o třetinu.[zdroj?]
Na jaře roku 2011 zpozorovala a změřila družice Envisat v rámci projektu OMI ozónový úbytek nad Arktidou (Špicberky, Skandinávský poloostrov a široké okolí, výrazně zasahující i do evropského kontinentu).
Roku 2019 byla díra nejmenší od roku 1982. I v následujících letech se ozonová díra postupně zmenšuje a předpokládá se, že by do roku 2040 mohla být zcela zahojená ve středních zeměpisných šířkách a do roku 2060 pak postupně i v polárních regionech.

## Problémy
Problémy jsou prodeje starých technologií ve třetím světě a dlouhověkost freonů, které vydrží v atmosféře stovky let. Dále se některé „měkké“ látky poškozující ozon, jako freony chlordifluormethan a pesticid metylbromid dosud smějí vyrábět. Freony se podílejí také na globálním oteplování.

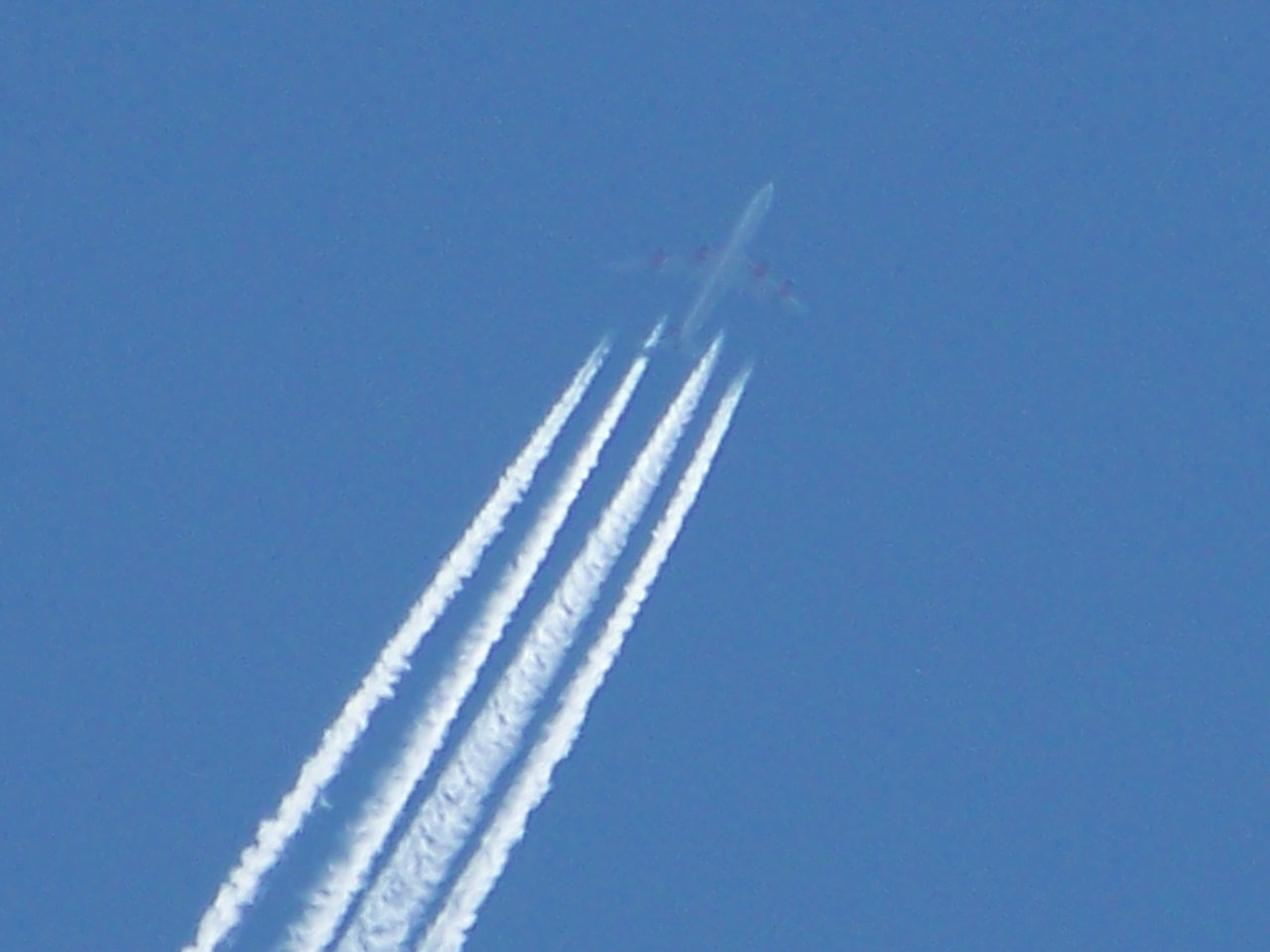
Výfukové plyny letadel obsahují hlavně reaktivní dusík a další látky, který nemá daleko k ještě reaktivnějšímu ozónu.

Letecká doprava hraje v úbytku ozónu také velkou roli. Problematika úbytku ozónu ve stratosféře je poměrně komplikovaná. Z chemického hlediska lze zjednodušeně říci, že současný životní styl vede k produkci dalších látek, které se nekontrolovaně dostávají do stratosféry, a vůbec nejde o látky, které by nějak zvlášť souvisely s chemickým průmyslem. Jedná se zejména o leteckou dopravu. V jejím důsledku se vytváří velké množství oxidů dusíku a dalších látek, které jsou relativně reaktivní. Navíc, vzhledem k tomu, že se letadla pohybují ve vysokých výškách a nemají tedy k ozónové vrstvě daleko, snadno se k ní tedy dostanou a narušují popsanou rovnováhu. To vede k úbytku ozónu. Při pohledu letové aktivity nad Evropou a Severní Amerikou je úbytek ozónu v důsledku letové aktivity značně znepokojující.